# 이조년
이조년(李兆年, 1269년 ~ 1343년)은 고려의 원종-충혜왕 때의 문신·시인·문인이며 학자이다. 자는 원로(元老), 호는 매운당(梅雲堂)·백화헌(百化軒)이며, 본관은 성주이다. 이장경의 아들이며 이인임, 이인복, 이인립의 할아버지이며 이제의 증조부이고, 이숭인의 종증조부이다.
경상도 성주 출신으로 아버지는 이장경이며 어머니는 합천 이씨이다. 충렬왕 때 문과에 급제하였으며, 1306년 비서랑으로 왕을 모시고 원나라 수도 연경(燕京)에 갔을 때 왕유소·송방영 등의 모함으로 충렬왕과 왕자의 사이가 나빠졌다. 이때 그는 어느 편에도 가담하지 않았으나 화를 입고 유배되었다. 그 후 유배에서 풀려나 13년간 고향에 있다가, 1340년 충혜왕 때 예문관 대제학이 되어 성산군에 봉해졌다. 그는 천성이 결백 강직했으며 특히 시문에 뛰어났으며 시조 한 수가 《청구영언》 등에 실려 전해지고 있다. 공민왕 때 성산후에 추증되었고, 충혜왕의 사당에 배향되었다. 시호는 문렬(文烈).

## 작품
"이화에 월백하고 은한이 삼경인데 일지춘심을 자규야 알랴마는 다정도 병인냥 하여 잠못 들어하노라."

## 같이 보기
- 이장경
- 이인임
- 이인복
- 이숭인
- 이제